# Руснак, Урбан
Урбан Руснак (словац. Urban Rusnák; 9 сентября 1967, Кошице, ЧССР) — словацкий дипломатический и научный деятель. Педагог. Доктор наук. Деятель международных европейских структур. Первый руководитель Международного Вышеградского фонда (2000—2003). Генеральный секретарь Секретариата Европейской Энергетической хартии (с 1 января 2012).

## Биография
В 1990 году окончил Московский институт нефти и газа им. Губкина.
В 1990—1992 годах работал в Институте геологии Словацкой академии наук в Братиславе.
В 1992 году — сотрудник Министерства иностранных дел Чехословацкой Федеративной Республики, Прага.
В 1993—1994 годах — заместитель начальника Второго территориального управления МИД Словакии .
В 1994—1998 годах — заместитель посла Словацкой Республики в Турции, Анкара.
В 1998—1999 годах работал в управлении анализа и планирования МИД Словакии. Референт МИД по Южному Кавказу, странам Центральной Азии, СНГ и Юго-Восточной Европы.
В 1999—2000 годах — директор Словацкого института международных исследований, Братислава.
В 2000—2003 годах — Первый руководитель, исполнительный директор «Международного Вышеградского фонда».
С 2003 по февраль 2005 года — заместитель начальника Управления анализа и планирования МИД Словацкой Республики.
С февраля 2005 по май 2009 года — Чрезвычайный и Полномочный Посол Словакии на Украине, Киев. Во время исполнения обязанностей посла Словакии принимал участие в переговорах по поводу газовых проблем между Россией и Украиной.
Был руководителем Словацкого проекта по внешней энергетической безопасности.
29 ноября 2011 года Урбан Руснак был избран генеральным секретарем Энергетической хартии. Приступил к исполнению обязанностей с 1 января 2012 года.

## Научно-преподавательская деятельность
Кроме профессионального участия в международных отношениях, У. Руснак занимается преподавательской деятельностью, является автором профессиональных статей по вопросам международных отношений, энергетической безопасности и развития стран Европы, развитию и помощи странам Каспийского региона по вопросам нефти и газа.
В 2000—2003 годах преподавал на факультете международных отношений Экономического университета в Братиславе. В 2005—2009 годах — в Киевском славянском университете.
Был председателем редакционного совета Словацкого Института международных исследований (2000—2003), главным редактором журнала словацкого МИД по международным вопросам (1998—1999).
В 1998 году получил степень доктор философии в Университете Анкары. Почетный доктор Киевского славянского университета (с 2009).
Женат, воспитывает двух сыновей.
Свободно владеет английским, русским, турецким, венгерским, украинским, чешским и французским языками.